# Marit Fjellanger Bøhm
Marit Fjellanger Bøhm (Stavanger, 24 oktober 1988) is een Noors langebaanschaatsster.
Bøhm begon in 2005 bij de junioren. In 2006 doet ze ook mee op de Noorse nationale kampioenschappen allround.
Op de Noorse kampioenschappen schaatsen afstanden vrouwen heeft ze viermaal een bronzen medaille behaald. Op de ijsbaan Lærdal idrottsplass heeft ze twee baanrecords, op de 500 meter en 1500 meter.
In het seizoen 2020/2021 won ze in de Heerenveense Corona-bubbel, bij zowel de eerste als de tweede wereldbekerwedstrijd, met het Noorse team de bronzen medaille op de ploegenachtervolging. 

## Records

### Persoonlijke records[6]
| Afstand    | Tijd    | Datum            | Baan           |
| ---------- | ------- | ---------------- | -------------- |
| 500 meter  | 41,85   | 9 januari 2016   | Inzell         |
| 1000 meter | 1.22,26 | 23 november 2019 | Stavanger      |
| 1500 meter | 2.00,38 | 8 januari 2022   | Heerenveen     |
| 3000 meter | 4.06,69 | 3 december 2021  | Salt Lake City |
| 5000 meter | 7.26,58 | 2 januari 2021   | Hamar          |

(laatst bijgewerkt: 14 december 2021)

## Resultaten
| Jaar | WK Afstanden                      | Olympische Spelen                 |
| ---- | --------------------------------- | --------------------------------- |
| 2021 | HF 11 massastart 4e achtervolging |                                   |
| 2022 |                                   | HF 13 massastart 6e achtervolging |